# José Fernando de Almansa Moreno-Barreda
José Fernando de Almansa Moreno-Barreda, X vescomte del Castell d'Almansa (Granada, 4 d'octubre de 1948) és un diplomàtic espanyol.
Fill de Fernando de Almansa i Valverde, IX vescomte del Castell d'Almansa, i Francisca Moreno Barreda i Agrela.
El 1979, després de la mort del seu pare, va heretar el vescomtat.
Va estudiar Dret a la Universitat de Deusto. Va ingressar a la carrera diplomàtica el 1974, estant destinat a Brussel·les, Mèxic i Moscou. Va ser cap de la Casa del Rei Joan Carles I d'Espanya (1993-2002), a instàncies del seu amic Mario Conde, en relleu de Sabino Fernández Campo. El 24 de juny de 2002, el rei li va concedir la Grandesa d'Espanya, i posteriorment, va rebre també la Gran Creu de l'Ordre de Carles III. Actualment és conseller personal de Joan Carles I d'Espanya i membre de diversos consells d'administració d'empreses com ara Telefónica, BBVA Bancomer i del Patronat dels Premis Princesa d'Astúries.